# Municipio de Rock Prairie
El municipio de Rock Prairie (en inglés: Rock Prairie Township) es un municipio ubicado en el condado de Dade en el estado estadounidense de Misuri. En el año 2010 tenía una población de 980 habitantes y una densidad poblacional de 10,37 personas por km².

## Geografía
El municipio de Rock Prairie se encuentra ubicado en las coordenadas 37°19′33″N 93°40′37″O / 37.32583, -93.67694. Según la Oficina del Censo de los Estados Unidos, el municipio tiene una superficie total de 94.52 km², de la cual 94,26 km² corresponden a tierra firme y (0,28 %) 0,26 km² es agua.

## Demografía
Según el censo de 2010, había 980 personas residiendo en el municipio de Rock Prairie. La densidad de población era de 10,37 hab./km². De los 980 habitantes, el municipio de Rock Prairie estaba compuesto por el 95,71 % blancos, el 0,31 % eran afroamericanos, el 1,02 % eran amerindios, el 0,1 % eran asiáticos y el 2,86 % eran de una mezcla de razas. Del total de la población el 1,12 % eran hispanos o latinos de cualquier raza.